# Tidsserie
En tidsserie (synonym: tidsrække, engelsk: time series) er en række datapunkter, der er opført eller tegnet i tidsrækkefølge. Oftest består en tidsserie af tidspunkter, der er adskilt af lige store tidsrum (f.eks. et år). Tidsenheden kan vælges alt efter formålet, eksempelvis sekund, time, døgn, uge, måned, kvartal eller år. Eksempler er maksimums- eller minimumstemperaturer over et døgn (meteorologi), optællinger af solpletter (astronomi) eller aktiekursbevægelser i det danske C20-aktieindeks (økonomi).
En tidsserie eller tidsrække er et vigtigt statistisk begreb, der forekommer på mange områder, således indenfor de fleste natur- og samfundsvidenskaber, i økonomisk-administrativ virksomhed og i dagliglivet i øvrigt.
Leddene i en tidsserie bliver ofte nummereret med de naturlige tal, sådan at man for en variabel X symboliserer tidsserien med {X1, X2, X3, ...}. Alternative skrivemåder er {Xt; tєN} eller {Xt; t≥0}, hvis nummerering med naturlige tal er oplagt ud fra sammenhængen.
Et af de interessante forhold ved en tidsrække er dens variation over tid, som er blevet studeret intensivt indenfor forskellige videnskabelige fagområder.

## Tidsrækkeøkonometri
Indenfor økonometrien udgør tidsrækker sammen med tværsnitsdata og paneldata hovedområderne for statistisk analyse. Det statistiske studium af økonomiske data, der har karakter af tidsrækker, kaldes naturligt nok tidsrækkeøkonometri. Hertil hører tidsrækkeanalyse, der analyserer tidsserier ud fra rent statistiske kriterier, og kointegration, der studerer sammenhænge mellem ikke-stationære tidsserier (f.eks. sammenhængen mellem BNP og privat forbrug) ved inddragelse af økonomisk-teoretiske sammenhænge.
I 2003 blev Nobelprisen i økonomi tildelt to fremtrædende økonometrikere for deres arbejde netop indenfor tidsrækkeøkonometri: Robert Engle for hans arbejde med analysen af tidsserier med tidsvarierende volatilitet, såkaldte ARCH-modeller ("AutoRegressive Conditional Heteroskedasticity"), og Clive Granger for arbejdet med kointegrationsmodeller.

## Tidsrækkeanalyse
Tidsrækkeanalyse går ud på at afdække en tidsrækkes variationsmønster med sigte på bedre at forstå mønsteret i, hvad der er hændt, og derved have mulighed for at fremskrive/forudsige det videre forløb for en eller flere perioder. Man skelner normalt mellem fire hovedtyper af variation: trend, sæsonvariation, autokorrelation og tilfældig variation (støj). Hvilken type variation, der er relevant, vil afhænge af fagfeltet. For tidsrækker indenfor økonometri og finansiering kan alle fire typer variation være tilstede samtidig.
Statistisk teori omfatter en række begreber, analyse-metoder og prædiktionsmetoder for tidsrækker. De forskellige metoder har hver deres fordele og ulemper, og valg må gøres ud fra relevante kriterier.